# Lars Gustaf Könsberg
Lars Gustaf Könsberg, född 28 mars 1786 i Flistads församling, Östergötlands län, död 7 april 1854 i Nykils församling, Östergötlands län, var en svensk präst.

## Biografi
Lars Gustaf Könsberg föddes 1786 i Flistads församling. Han var son till kyrkoherden Johan Magnus Könsberg och Inga Christina Palmær i Rystads församling. Könsberg blev 1805 student vid Uppsala universitet, där han avlade filosofie kandidatexamen 1810 och promoverades till filosofie magister 1812. Den 10 mars 1813 blev han kollega vid Norrköpings trivialskola och prästvigdes 5 mars 1818. Han blev 10 oktober 1821 kyrkoherde i Norrköpings Hedvigs församling, med tillträde 1822. Könsberg blev 19 december 1826 kyrkoherde i Gistads församling, tillträde 1828 och blev 1830 prost. Han var orator vid prästmötet 1831. Från 6 mars 1839 var han kyrkoherde i Nykils församling, tillträde 1839 och blev 1848 kontraktsprost över Vifolka och Valkebo kontrakt. Könsberg avled 1854 i Nykils församling.

## Familj
Könsberg gifte sig 26 maj 1822 med Anna Gustafva Ekeroth (1796–1878). Hon var dotter till kyrkoherden Samuel Ekeroth i Östra Eneby församling. De fick tillsammans barnen Hilda Christina Gustafva Könsberg (född 1824) som var gift med löjtnanten Henrik Melker Wetterström och läkaren Samuel Magnus Axel Könsberg (1827–1885).